# Jules Perahim
Jules Perahim, pseudonyme de Jules Blumenfeld, est un peintre, lithographe et graphiste roumain, puis soviétique, naturalisé français, né le 24 mai 1914 à Bucarest et mort le 2 mars 2008 à Paris.
Il est considéré — avec Victor Brauner — comme le représentant du surréalisme dans la peinture en Roumanie, mais il a aussi peint des images officielles, dont des portraits de dirigeants, dans le style du réalisme socialiste, dominant dans le bloc de l'Est de 1947 à 1990.

## Biographie
Né sous le nom de Jules Blumenfeld dans une famille d'intellectuels juifs bucarestois, l'artiste se fait connaître sous le surnom de Perahim dès 1930. Tout d'abord élève des peintres Nicolae Vermont et Costin Petrescu, professeurs à l'École des beaux-arts de Bucarest, il s'écarte de leur enseignement et devient, dès 1930, une des figures marquantes de l’avant-garde artistique roumaine. Il collabore à la revue Unu (1930-1932), notamment avec Victor Brauner et Jacques Herold. En 1930 toujours, il publie avec des jeunes poètes — dont Ghérasim Luca — la revue non conformiste Alge qui paraîtra sous différents formats entre 1930 et 1933 et qui leur valut quelques semaines de prison pour atteinte à la morale. En 1932, il expose à Bucarest des toiles qu'on considère dès l'époque comme appartenant au surréalisme (Rêve d’une jeune fille, Un cyprès traverse la mer, Équilibre parfait, etc.). 
En 1936, l'exposition de peintures et de dessins ouverte à Bucarest s'impose par la violence d'images qui, dans une vision fantastique, s'érigent contre la montée des agents répressifs de la pensée (Profils d'une morale, Jeu de Beau-Père, etc.) et le fonctionnement du pouvoir institué (Conseil d'administration, Lumpenprolétariat et aristocratie, Main-d’œuvre, etc.).
En 1938, à Prague, Perahim expose dans le foyer du théâtre novateur de A. F. Burian fréquenté par les artistes et les écrivains de l'avant-garde tchèque ; il rencontre l’artiste dadaïste allemand John Heartfield, connu pour ses photomontages anti-nazis. Sans pouvoir se rendre à Paris, où Victor Brauner et Ghérasim Luca se trouvaient déjà, il est contraint de rentrer en Roumanie en pleine ascension de l'extrême droite violemment antisémite.
Menacé et poursuivi par la Garde de fer, tant pour ses opinions de gauche que pour les dessins corrosifs publiés dans la presse démocratique (Cuvantul liber, Reporter, etc.), il se réfugie fin 1940 en Bessarabie (Moldavie) devenue une république soviétique. En juin 1941, après l'attaque de l'armée allemande, il s'enfuit avec la population civile, se soumet au travail obligatoire et exerce des métiers de fortune (ouvrier, paysan dans un kolkhoze, etc.). Il traverse à pied le Caucase et arrive en Arménie où il gagne sa vie en créant des décors et costumes pour un théâtre réservé aux blessés de guerre à Kenaker, près d'Erevan. Mobilisé en mars 1944 à Moscou pour devenir illustrateur et présentateur graphique de la revue des Roumains antifascistes Graiul Nou, Perahim rentre en Roumanie au moment où celle-ci déclare la guerre à l'Axe.
Pendant la période stalinienne, au cours des années 1950, Perahim produit des images impersonnelles conformes aux impératifs d'un art dirigé dans l'esthétique du réalisme socialiste. Il renonce à la peinture personnelle pour subir l'assujettissement alimentaire à des thèmes imposés. Néanmoins, il s'engage activement dans le développement d'un « art pour le forum » : décorations murales en mosaïque (maison de la culture à Mangalia en Roumanie, etc.), cycles de gravures (ex. : Proverbes et dictons en 1957), illustrations de livres pour la littérature roumaine et universelle. Seule la réalisation de décors de théâtre (Le Bain de Vladimir Maïakovski, 1957 ; Le marteau sans maître de Pierre Boulez, 1958) et la création de formes et décors céramique (exposition à Bucarest en 1965) lui permettent, au cours de ces années, un retour à des recherches expressives, loin du réalisme socialiste.
Son art est reconnu dans son pays (prix d'État, titre honorifique de maître émérite de l'art) et dans les milieux internationaux (médaille d'or de la Foire du livre à Leipzig, médaille d'argent à la Triennale de Milan, lauréat du Festival international du théâtre d'Épidaure en Grèce, membre d'honneur de l'Académie du dessin de Florence). Entre 1948 et 1956, il exerce comme professeur d'arts graphiques et de scénographie à l'Institut d'arts plastiques de Bucarest. Il est ensuite rédacteur en chef de la revue Arta Plastica de 1956 à 1964. À partir de cette date, Perahim recommence à peindre et recourt à des exercices propres à « forcer l'inspiration » (Max Ernst) : décalcomanies, frottages, collages, etc. exposés en partie à Paris en 1968, ville où il s'établit définitivement en 1969.
Depuis, son œuvre a fait l'objet d'une quarantaine d'expositions personnelles en France (galeries A. F. Petit, M. Calatchi, 1900-2000 à Paris, galerie Jacques Verrière à Lyon) et à l'étranger. En outre, Perahim a été exposé à de nombreuses reprises dans le cadre d'expositions collectives de prestige (Museum of fun organisé en 1984 par Asahi Shinbun, Tokyo ; Art et Alchimie, Biennale de Venise en 1986 ; Le Surréalisme et l'Amour, musée d'Art moderne de la Ville de Paris en 1998 ; Marcel Duchamp e altri iconoclasti anche, galerie nationale d'Art moderne et contemporain de Rome en 1998 ; Hypnos. Contribution à une histoire visuelle de l'inconscient, Lille Métropole Musée d'Art moderne, d'Art contemporain et d'Art brut en 2009…) et dans des foires internationales (Bâle, Milan, Bologne, Gand, Fiac à Paris…). À partir des années 1990, il est à nouveau présenté en Roumanie dans des expositions consacrées à l'avant-garde.
Pendant ces 40 années de vie en France, la peinture et les dessins de l'artiste présentent un univers d'enchantement. Des voyages en Afrique australe laissent des traces profondes dans sa création, empreinte d'une intense vitalité issue de la « communication universelle, d'une hybridation de toutes les formes de vie dans une sensualité généreuse qui commande et dirige la symbiose de tous les éléments ». Le monde de Perahim reste ouvert à toutes les fantaisies combinatoires : un bestiaire fabuleux réunissant l'animal et le végétal, le mécanique et le vivant ; des paysages illusionnistes de grande dimension traversés par des formes surprenantes et incantatoires.
Son œuvre se trouve dans de nombreuses collections publiques : Fonds national d'art contemporain de Puteaux, musée d'Art contemporain de Rome, musée d'Israël à Jérusalem, musée national d'Art de Roumanie à Bucarest.
Perahim est affilié à la Société des auteurs dans les arts graphiques et plastiques (ADAGP). Son épouse, Marina Vanci-Perahim, historienne de l'art, professeur émérite à l'université Paris I Panthéon-Sorbonne, détient les droits moraux, intellectuels et patrimoniaux de l'artiste.
Il est inhumé à Paris au cimetière du Père-Lachaise (7e division).

## Publications
- Le Congrès, poèmes d'Alain Jouffroy, dessins de Perahim, Paris, 1972.
- Alphabet, préface par Marina Vanci, lithographies de Perahim, Paris, 1974.
- Mythographies, textes et lithographies de Perahim, Paris, 1982.
- Chroniques de l'armoire, dessins et textes de Perahim, Saint-Nazaire, 1983.
- André Breton est-il toujours vivant ?, texte de Gilles Plazy, dessins de Perahim, L'Hippocampe, 1985.
- Un miroir se promène dans la rue, sérigraphies et textes de Perahim, Paris, 2000.
- En collaboration avec Gellu Naum, Florence, c'est moi (1956-1958), pièce de théâtre publiée dans la revue Athanor, no 1, 2004, p. 15-53.

#### Monographies
- Édouard Jaguer, Perahim, Paris, Éditions Non lieu, 1978.
- Jo Verbruggen, Atelier Perahim, Bruxelles, Éditions ATC, 1978.
- Édouard Jaguer, Perahim, Saint-Nazaire, Éditions Arcane 17, 1990.  — Avec des « Notes pour une biographie » par Marina Vanci-Perahim.

#### Préfaces de catalogues
- Alain Jouffroy : galerie A.F. Petit, Paris, 1971 ; galerie 1900-2000, Paris, 1992.
- Édouard Jaguer : galerie Mony Calatchi, Paris, 1973 ;  galerie Jacques Verrière, Lyon, 1980.
- Petr Kral : galerie Manfred, Ontario, Canada , 1977 ; galerie Jacques Verrière, Lyon, 1985.
- Michel Carassou : galerie Bruno, Tel Aviv, 1978.
- Gilles Plazy : galerie A.C.A.P., Le Touquet, 1987.
- Michel Remy : centre d’art Sébastien, Saint-Cyr-sur-Mer, 1998.

#### Notices biographiques dans des dictionnaires sur le surréalisme
- Sarane Alexandrian, Filipacchi, 1973[réf. incomplète].
- Jacques Baron, Filipacchi, 1980[réf. incomplète].
- [Biro et Passeron 1982] Adam Biro et René Passeron, Dictionnaire général du surréalisme et de ses environs, Office du livre/Presses universitaires de France, 1982 (ISBN 2-13-037280-5), p. 325-326
- Alain et Odette Vilmaux, Bordas, 1994[réf. incomplète].
- Sarane Alexandrian, Hanna Graham, 2009[réf. incomplète].

#### Articles de revues spécialisées
- Lucian Boz, « Deux peintres modernes : Perahim et Victor Brauner », Vremea, mars 1931.
- Petr Král, Marina Vanci, Francis Hofstein, Sebastian Reichmann, Dan Stanciu, « Jules Perahim : un parcours », Pleine Marge, no 46, décembre 2007, p. 111-136  (ISSN 1255-1619) [lire en ligne]).